# 勝沼CATV
勝沼CATV株式会社（かつぬましーえーてぃぶい - ）は、山梨県甲州市に本社を置く日本のケーブルテレビ局である。

2012年以前は、勝沼町CATV組合であった。

## 概要
地上波TV放送・BS-TV放送・CS-TV放送の再送信と自主制作番組の放送を行っている。
また、CATVのケーブルを利用したインターネットサービス「かつぬまケーブルネット」も行っている。

## 所在地
- 山梨県甲州市勝沼町勝沼756-1

## サービスエリア
- 山梨県甲州市勝沼町

## コミュニティチャンネル

### 自主制作番組（デジタル111チャンネル）
- 甲州市内の伝統行事やイベント、勝沼地域内の保育園、小中学校のイベント等の番組
- 甲州市勝沼町週間ニュース
- 明日への伝言（不定期放送）
- 今月の出来事
- JAフルーツ山梨情報番組 みるじゃんフルーツ（峡東CATVと山梨CATV共同制作）
- 甲州市議会定例会（年4回の市議会を録画中継。峡東CATVと共同制作）
- 野菜をつくって食べるじゃん（2008年8月終了）

### その他企画・特別番組
- 宮光園35mm映画フィルム〜甦る勝沼の風景〜
- 山梨県立美術館30周年記念「ミレーに魅せられて」
- 棚横手山・深沢山山林火災
- 勝沼人形劇団「葡萄の実」
- 甲州市5周年の歩み

上記の他に勝沼地域内の保育園・小中学校の行事、地域のイベント等を番組にしており、また、同じ甲州市内にある峡東CATVと共同で番組制作を行ったり、自主制作番組の交換を行い、放送している。

### 生中継
- 甲州市かつぬまぶどうまつり（毎年10月第1土曜日に生中継）
- 柏尾山大善寺「藤切会式大祭」
- ぶどうの丘「夏まつり2011」
- 甲州市勝沼ぶどうの丘35周年「誕生祭」
- Sat☆Cafe

### 気象情報チャンネル（デジタル112チャンネル）
- 山梨県内と甲州市勝沼地域、塩山地域、大和地域の気象情報を終日放送。